# Dubno (district de Rimavská Sobota)
Pour les articles homonymes, voir Dubno.
Dubno (en hongrois : Dobfenek) est une commune du district de Rimavská Sobota, dans la région de Banská Bystrica, en Slovaquie.

## Histoire
La première mention écrite du village date de 1427.
La localité fut annexée par la Hongrie après le premier arbitrage de Vienne le 2 novembre 1938. En 1938, on comptait 237 habitants. Elle faisait partie du district de Rimavská Sobota (hongrois : Rimaszombati járás). Le nom de la localité avant la Seconde Guerre mondiale était Dobfenek. Durant la période 1938–1945, le nom hongrois Dobfenek était d'usage. À la libération, la commune a été réintégrée dans la Tchécoslovaquie reconstituée.

## Démographie

### Évolution de la population
| Année:               | 1994. | 2004.    | 2014.    | 2024.    |
| -------------------- | ----- | -------- | -------- | -------- |
| Nombre de personnes: | 164   | 138      | 170      | 140      |
| Différence:          |       | -15,85 % | +23,18 % | -17,64 % |

| Année:               | 2023. | 2024.   |
| -------------------- | ----- | ------- |
| Nombre de personnes: | 148   | 140     |
| Différence:          |       | -5,40 % |